# Sexto Papinio Alenio
Sexto Papinio Alenio (en latín, Sextus Papinius Allenius) fue un senador romano del siglo I, cuyo cursus honorum se desarrolló bajo el imperio de Tiberio.

## Carrera
Homo novus, era natural de Patavium (Padova, Italia y conocemos su carrera completa gracias a una inscripción de esa localidad:

Sex(to) Papinio Q(uinti) f(ilio)

Allenio 
 
tr(ibuno) mil(itum) q(uaestori) leg(ato)
 
Ti(beri) Caesaris Aug(usti)              4
 
tr(ibuno) pl(ebis) pr(aetori) leg(ato)
 
Ti(beri) Caesaris Aug(usti) 
 
pro pr(aetore) co(n)s(uli) XVvir(o) 
 
sacr(is) fac(iundis)                     8
 
d(ecreto) d(ecurionum)

Su carrera comenzó como Tribuno laticlavio de una legión desconocida y después fue cuestor en Roma y legado imperial en una provincia menor. Vuelto a Roma, fue nombrado tribuno de la plebe y pretor peregrino en 28.
Tiberio lo envió como gobernador a una provincia desconocida, tal vez en Oriente -Galcia o Cilicia, ya que Plinio el Viejo menciona que fue el primero en introducir en Italia una variedad de manzana conocida como Tuber.
A su regreso a Roma, fue nombrado consul ordinarius en 36. Por último, fue nombrado miembro del importante colegio sacerdotal de los XV viri Sacris Faciumdis.

## Descendientes
Tuvo dos hijos, llamados Sexto Papinio; uno se suicidó en 37 después de ser acusado de incesto con su madre, y el otro fue ejecutado por orden de Calígula por haber conspirado contra él en 40.